# Граф Розбери
Граф Розбери (англ. Earl of Rosebery) — наследственный титул в системе Пэрства Шотландии. Он был создан в 1703 году для Арчибальда Примроуза, 1-го виконта Розбери (1664—1723). Название титула происходит от холма Розберри Топпинг в окрестностях имения жены Арчибальда в Йоркшире.

## История
Арчибальд Примроуз, 1-й граф Розбери, был четвертый (младшим) сыном сэра Арчибальда Примроуза, 1-го баронета (1616—1679), лорда Каррингтона. Его старший сын Уильям Примроуз, 2-й баронет (ум. 1687), был отцом Джеймса Примроуза, 3-го баронета (ок. 1680—1706), который в 1703 году получил титул виконта Примроуза.
В 1700 году Арчибальд Примроуз получил титулы лорда Примроуза и виконта Розбери. Вместе с титулом графом Розбери он получил также титулы лорда Далмени и виконта Инверкитинга. Все эти титулы являлись Пэрством Шотландии.
Ему наследовал его сын, Джеймс Примроуз, 2-й граф Розбери (1691—1765). В 1741 году после смерти своего кузена Хью Примроуза, 3-го виконта Примроуза (1703—1741) он получил титул 5-го баронета из Каррингтона. Его сын, Нил Примроуз, 3-й граф Примроуз (1729—1814), заседал в качестве одного из избранных шотландских пэров-представителей в Палате лордов Великобритании (1768—1784). Его преемником стал его сын, Арчибальд Джон Примроуз, 4-й граф Розбери (1783—1868). Он представлял в Палате общин Великобритании Хелстон (1805—1806) и Кашел (1806—1807), а также занимал должность лорда-лейтенанта Западного Лотиана (1843—1863). В 1828 году для него был создан титул барона Розбери из Розбери в графстве Эдинбург (Пэрство Соединённого королевства), что давало ему и его потомкам автоматическое место в Палате лордов Великобритании.
Его внук, Арчибальд Филипп Примроуз, 5-й граф Розбери (1847—1929), сын Арчибальда Примроуза, лорда Далмени (1809—1851), был видным либеральным политиком. Он занимал должности министра иностранных дел (1886, 1892—1894) и премьер-министра Великобритании (1894—1895). В 1911 году для него был созданы титулы барона Эпсома из Хайда в графстве Суррей, виконта Ментмора из Ментмора в графстве Бакингемшир и графа Мидлотиана (Пэрство Соединённого королевства). Лорд Розбери был женат на Ханне де Ротшильд, дочери и богатой наследнице барона Майера Амшеля Ротшильда.
Их старший сын, Альберт Эдвард Гарри Примроуз, 6-й граф Розбери (1882—1974), представлял Мидлотиан в Палате общин (1906—1910), занимал посты лорда-лейтенанта Мидлотиана (1929—1964) и министра по делам Шотландии в правительстве Уинстона Черчилля (1945). Он также являлся председателем национал-либеральной партии с 1945 по 1947 год.
По состоянию на 2025 год, обладателем графского титула является его внук, Гарри Примроуз, 8-й граф Розбери (род. 1967) — сын Нила Примроуза, 7-го графа Розбери (1929—1924), сменивший отца в 2024 году.
Наследник графа Розбери обычно использовал титул лорда Далмени, но нынешний граф, когда он был наследником своего отца, 6-го графа, носил титул лорда Примроуза. Его старший сводный брат, Арчибальд Примроуз (1910—1931), именовался лордом Далмени до своей смерти в 1931 году. Наследник 8-го графа Розбери носит титул лорда Далмени.
Родовое гнездо — Далмени-хаус в окрестностях Далмени в Западном Лотиане (Шотландия). До 1977 года графская семья проживала в замке Ментмор, возле Ментмора в графстве Бакингемшир (Англия).

## Список графов
- 1703—1723: Арчибальд Примроуз, 1-й граф Розбери (18 декабря 1664—1723), сын сэра Арчибальда Примроуза, 1-го баронета (1616—1679), лорда Каррингтона, и Агнесс Грей (ум. 1699);
- 1723—1765: Джеймс Примроуз, 2-й граф Розбери (1691—1765), сын предыдущего и Дороти Кресси;
- 1765—1814: Нил Примроуз, 3-й граф Розбери (1729 — 25 марта 1814), второй сын предыдущего и Мэри Кэмпбелл;
- 1814—1868: Арчибальд Джон Примроуз, 4-й граф Розбери (14 октября 1783 — 4 марта 1868), сын предыдущего;
- 1868—1929: Арчибальд Филип Примроуз, 5-й граф Розбери, 1-й граф Мидлотиан (7 мая 1847 — 21 мая 1929), старший сын Арчибальда Джона Примроуза, лорда Далмени (1809—1851) и внук предыдущего;
- 1929—1974: Альберт Эдвард Гарри Мейер Арчибальд Примроуз, 6-й граф Розбери, 2-й граф Мидлотиан (8 января 1882 — 30 мая 1974), старший сын предыдущего;
- 1974—2024: Нил Арчибальд Примроуз, 7-й граф Розбери, 3-й граф Мидлотиан (11 февраля 1929 — 30 июня 2024), единственный сын предыдущего от второго брака;
- 2024 — настоящее время: Рональд Гарри Нил Примроуз, 8-й граф Розбери, 4-й граф Мидлотиан (род. 20 ноября 1967), единственный сын предыдущего;
  - Наследник: Альберт Каспиан Гарри Примроуз, лорд Далмени (род. 8 сентября 2005), единственный сын предыдущего.